# Mameluck (torpilleur)
Pour les articles homonymes, voir Mameluck.
Le Mameluck est l’un des douze torpilleurs de classe Hardi construits pour la Marine nationale française à la fin des années 1930. Le navire a été achevé au milieu de l’année 1940, pendant la bataille de France, et sa première mission a été d’aider à escorter un cuirassé incomplet vers le Maroc français, quelques jours seulement avant que les Français ne signent un armistice avec les Allemands en juin. Il a ensuite aidé en novembre à escorter vers la France l’un des cuirassés endommagés par les Britanniques en juillet lors de l'attaque de Mers el-Kébir, en Algérie française. Le Mameluk retourne au Maroc au début de 1941 pour des missions d’escorte de convois, puis il est transféré en France à la fin de 1941.
Lorsque les Alliés ont débarqué en Afrique du Nord française en novembre 1942, les Allemands ont occupé la zone libre contrôlée par le régime de Vichy et tenté de s’emparer de la flotte française. Le Mameluk a été l’un des navires sabordés pour empêcher leur capture. La Regia Marina (Marine royale italienne) a tenté sans succès de le réparer en 1943. Le navire a été renfloué en 1947 et démoli par la suite.

## Conception
La classe Hardi a été conçue pour escorter les cuirassés rapides de la classe Dunkerque et pour contrer les grands destroyers des classes Navigatori italienne et Fubuki japonaise. Les navires avaient une longueur de 117,2 mètres, une largeur de 11,1 mètres et un tirant d'eau de 3,8 mètres. Les navires avaient un déplacement de 1800 tonnes en charge standard et 2577 tonnes à pleine charge. Ils étaient propulsés par deux turbines à vapeur à engrenages, chacune entraînant un arbre d'hélice, utilisant la vapeur fournie par quatre chaudières à circulation forcée Sural-Penhöet. Les turbines ont été conçues pour produire 58000 chevaux (42659 kW), correspondant à une vitesse maximale de 37 nœuds (69 km/h). Les navires transportaient 470 tonnes de mazout, ce qui leur donnait une autonomie de 3100 milles marins (5700 km) à 10 nœuds (19 km/h). L’équipage était composé de 10 officiers et de 177 hommes du rang.
L’armement principal des navires de la classe Hardi consistait en six canons de 130 mm modèle 1932 dans trois tourelles jumelées, une à l’avant et les deux autres (dont une surélevée) à l’arrière des superstructures. Leur armement antiaérien se composait d’un affût double pour les canons de 37 mm modèle 1925 sur la superstructure arrière et de deux mitrailleuses Hotchkiss de 13,2 mm modèle 1929 antiaériennes sur le toit des treuils d’obus pour la tourelle avant de 130 mm. Les navires transportaient un affût triple et deux affûts doubles de tubes lance-torpilles de 550 millimètres, tous au-dessus de la ligne de flottaison. L’affût arrière pouvait tirer des deux côtés, mais les affûts avant étaient positionnés un sur chaque bord. Une paire de rampes de lancement de grenades anti-sous-marines a été construite à l’arrière. Elle abritait une douzaine de grenades anti-sous-marines de 200 kilogrammes.

## Modifications
En avril 1941, le Mameluk a reçu une paire d’affûts simples pour les mitrailleuses AA Browning de 13,2 millimètres sur le pont arrière. Plus tard cette année-là ou au début de 1942, les Browning ont été repositionnées sur des plates-formes sur les côtés de la tourelle surélevée à l’arrière, les deux mitrailleuses Hotchkiss ont été transférées sur le pont arrière et une paire d’affûts simples pour les canons AA Hotchkiss de 25 mm a été installée à l’ancien emplacement des mitrailleuses Hotchkiss devant la passerelle.

## Carrière
Commandé le 4 mai 1936, le Mameluk a été mis en chantier le 1er janvier 1937 par les Ateliers et chantiers de la Loire sur leur chantier naval de Nantes. Il a été lancé le 18 février 1939 et est entré en service le 17 juin 1940. Deux jours plus tard, le navire, avec ses sister-ships Hardi et Épée, aida à escorter le cuirassé incomplet Jean Bart de Saint-Nazaire à Casablanca, au Maroc français, où ils arrivèrent trois jours plus tard. Les mois suivants, cinq des navires de la classe Hardi ont reçu l’ordre de se rendre à Oran pour escorter le cuirassé Provence. Le Mameluk y arriva le 5 novembre. Repartis ce jour-là, ils arrivèrent à Toulon trois jours plus tard. Après cela, le Mameluk fut placé en réserve.
Le 8 mai 1941, le navire a été transféré au Maroc pour des escortes de convois. Il est retourné à Toulon le 23 octobre. Le 1er novembre, la 10e DT (division de torpilleurs), composée du Mameluk, de l'Épée (rebaptisé L'Adroit) et du Hardi, est affectée aux Forces de haute mer. Lorsque les Allemands tentèrent de capturer les navires français à Toulon le 27 novembre 1942, le Mameluk fut sabordé par son équipage. Les Italiens ont tenté de le sauver, mais le navire a été endommagé par une bombe lors du raid aérien allié du 4 février 1944. Coulé le 6 août 1944 par le 47th Bomb Wing, il a finalement été renfloué en 1947 et mis au rebut.